# Герб Великих Межирічів
Герб Великих Межирічів — офіційний символ села Великі Межирічі, Рівненського району Рівненської області, затверджений 6 квітня 1999 р. рішенням сесії Великомежиріцької сільської ради. 
Автори — А. Гречило та Ю. Терлецький.

## Опис герба
У синьому полі між двома срібними балками золотий лапчастий хрест.

## Значення символів
Символи вказують на назву поселення та його географічне розташування між двома ріками — Ставою та Ставкою. 
Щит увінчано червоною міською короною, що вказує на село, яке давніше було містечком.